# Младшая ветвь Ольговичей

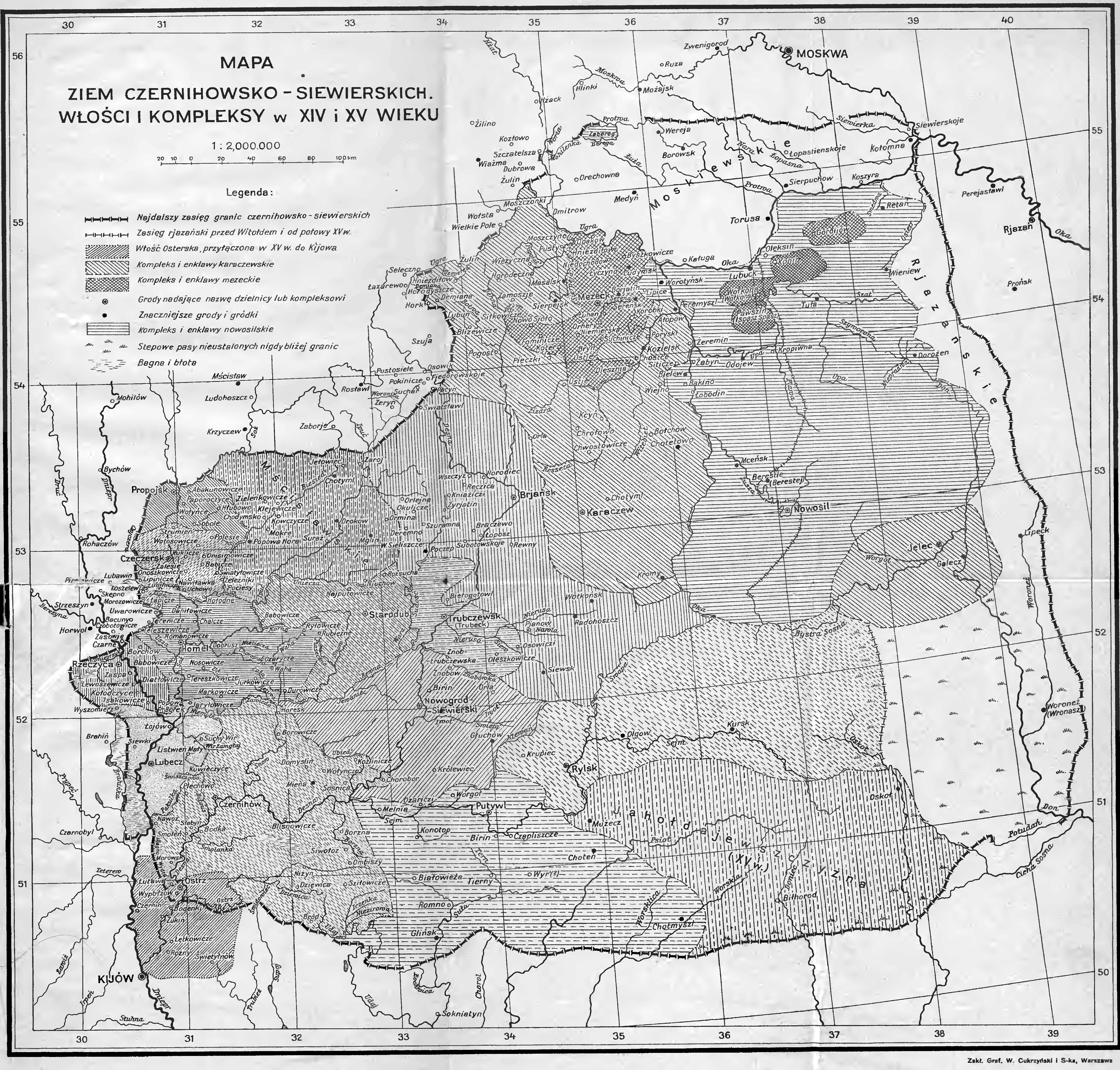
Чернигово-северские земли в XV веке

Младшая (в XII—XIII вв северская, в XIII—XIV вв путивльская) ветвь Ольговичей, Святославичи — ветвь Рюриковичей, происходящая от Святослава Ольговича новгород-северского и черниговского (ум.1164). Выделилась после смерти Святослава, затем смерти без наследников последнего представителя ветви Давыдовичей Святослава Владимировича (1166) и раздела Чернигово-Северского княжества между сыновьями Всеволода и Святослава Ольговичей.
Исключительно владели такими городами, как Курск, Путивль, Рыльск, в 1160-70-х пытались овладеть также Стародубом, но дополнительно получили только Трубчевск. Также имели отчинные права на Новгород-Северский и Чернигов.
К рубежу XII/XIII веков Ольговичи перестали перемещаться по уделам. Курск и Рыльск отошли во владение потомков Олега Святославича (по другой версии, Курск — во владение Олега Игоревича), Путивль — Владимира Игоревича, Трубчевск — Святослава Всеволодовича. Сохранилось лишь перемещение между двумя главными городами: Черниговом и Новгородом-Северским. Хотя по мнению большинства современных исследователей, Новгород-Северский с 1198 года стал владением также старшей ветви: сначала поочерёдно сыновей Святослава Всеволодовича, а затем его внука Давыда Ольговича, начиная со старшего, Мстислава (в крещении Фёдора), рождение которого точно датировано летописью (1193). Во всяком случае, Любецкий синодик упоминает Мстислава-Фёдора новгород-северского, затем Константина Давыдовича новгород-северского и Святослава Давыдовича. Последним из этой ветви на новгород-северском престоле был  Дмитрий Святославич. Согласно другой версии, отцом Давыдовичей новгород-северских был не Давыд Ольгович, а Давыд Всеволодович (внук Игоря Святославича из младшей ветви). Также согласно этой версии, из младшей ветви произошли и многие верховские князья: новосильские и звенигородские от курских, а тарусские и оболенские — от трубчевских.
Путивльские князья в начале XIV века, после падения улуса Ногая, от которого зависели во второй половине XIII века, стали править не только в Посемье, но и во всём Киевском княжестве, достигшем таким образом на востоке р.Дон. В 1321 году они потерпели поражение от Гедимина и признали зависимость от него, а с 1362 года полностью оказались под властью Литвы, когда Ольгерд разбил ордынцев при Синих Водах.